# Блаунт, Томас
То́мас Бла́унт (англ. Thomas Blount; 10 мая 1759, округ Питт, Северная Каролина — 7 февраля 1812, Вашингтон, округ Колумбия) — ветеран Войны за независимость США, американский государственный деятель.

## Биография
Родился в местности под названием Блаунт-Холл (ныне территория округа Питт, штат Северная Каролина). Получил домашнее образование. В возрасте 16 лет вступил в Континентальную армию; был захвачен британцами и отправлен в Англию в качестве военнопленного.
После войны назначен генерал-майором милиции. Занимался коммерцией. Семейный бизнес Блаунтов считался одним из крупнейших в Северной Каролине.
В 1796 году женился на дочери своего сослуживца, генерала Джетро Самнера.

### Политическая карьера
В 1793 году впервые был избран в Палату представителей США (см. список участников 3-го Конгресса от Северной Каролины). Впоследствии неоднократно избирался в нижнюю палату Конгресса США как кандидат от республиканской партии (в общей сложности, участвовал в работе шести созывов).

### Семья
- Братья — Уильям, Джон Грэй, Уайли[англ.] и Джейкоб-мл.
- Отец — Джейкоб Блаунт, предприниматель и общественный деятель[4]
- Племянник — Уильям Грейнджер Блаунт[англ.] (сын Уильяма)[2]
- Супруга — Мэри Блаунт[3]

По некоторым данным, род происходил от придворного Эдуарда II, Томаса Блаунта, который сломал свой жезл перед лицом монарха и объявил о роспуске королевского двора, тем самым обозначив переход власти к Мортимеру.
Джейкоб Блаунт был предпринимателем, занимался торговлей недвижимостью. Он состоял в национальной гвардии, участвовал в деятельности местных судебных и законодательных органов, при этом, не порывая с коммерцией. По мнению некоторых исследователей, «сыновья его должны были обнаружить такую же активность, хотя и с гораздо большим размахом».
В начале 1780-х, братья Блаунт организовали фирму John Gray & Thomas Blount, в которой, на правах «негласного партнёра», участвовал и Уильям. Вскоре компания занялась массовой скупкой земли на западе Северной Каролины и на востоке Теннесси. К 1786 году оборот фирмы достигал сотен тысяч акров.
Блаунты, вероятно, принадлежали к числу наиболее богатых и знатных семей своего штата.